# Planxadora
Una planxadora era una dona que tenia com a ofici de planxar la roba. Va tenir un especial desenvolupament com a ocupació gairebé exclusiva de la dona durant els segles xix i xx, i va ser representada per pintors com Edgar Degas, Rik Wouters Thomas Harrington, Picasso o Yelena Polenova.

## Història
Coneguts els sistemes que egipcis, grecs i romans empraven per fer els plecs o donar llisor i lluentor a una vestimenta elegant, aquelles civilitzacions no semblen haver-li donat a la dona l'exclusiva de tals ocupacions. Més probable és la progressiva institució d'aquest ofici entre la servitud en les corts d'Orient i Occident encara que des de data incerta; si bé ja pot documentar-se com a present en l'enrenou domèstic del Renaixement europeu o en les luxoses ciutats imperials xineses, la iconografia de les planxadores no comença a ser important fins al segle xviii.
Més enllà de la utilització de barres o corrons de ferro per afirmar els plecs de les togues i mantells o reduir les arrugues de la vestimenta (recursos emprats al Món Antic), la història de les planxadores queda unida a la de les primitives planxes, objectes de base ample i plana proveïts d'algun tipus de nansa amb les que, un cop escalfades per molt diferents mètodes, es pressionaven les peces o llenços de teixit. Contemporània dels renaixentistes va ser la “caixa calenta”, una planxa que disposava d'un compartiment per dipositar brases de carbó incandescents o un maó calent, i que va suposar una important innovació sobre les tradicionals planxes de ferro escalfades sobre la xapa de les cuines de llenya o de carbó, instrument que no obstant això s'ha usat fins a intervingut el segle xx. La introducció en les llars del gas al segle xix va promoure l'ús durant uns anys de planxes a gas que es van acabar retirant per la seva perillositat.
Altres invents associats a la iconografia de les planxadores van ser les "tenalles", la taula de planxar i la "taula doble", un recurs que facilitava el treball sobre zones de les peces de vestir com les mànigues de les camises, els pantalons, etc. Finalment, la demanda provocada pels hàbits d'higiene i presumpció de la classe burgesa va provocar la creació de negocis dedicats al planxat (unit al de les primitives bugaderies) i la massificació de l'ofici de bugaderes i planxadores, sense estructura gremial, molt poc valorat i en l'habitual línia d'explotació humana de l'era industrial.
Entre les habilitats de les planxadores cal citar l'emmidonat de certes parts de la roba blanca que requerien rigidesa (com a colls i punys), l'encanonat de volants, rínxols, etc. després del planxat, pel qual s'usaven unes tenalles calentes especials (tisores amb les vores planes), per formar els canons.
Des del seu aspecte sociològic, pot dir-se que la institució dins de la societat preindustrial de les planxadores, va generar un model d'ofici subsidiari de la prosperitat de les classes burgeses i l'evolució dels útils i recursos per al planxat de la roba.[10][11]

### Ofici del teatre
Gairebé fregant el grau professional, aquest ofici es va integrar en el quadre d'operaris del teatre i l'òpera d'ençà el segle xviii, al costat de sastresses, utilers, oficials de guarda-roba i primitius ‘vestuaris'.

### Muses del naturalisme
La presència d'imatges i temes de l'anomenat realisme social en la pintura i la literatura en el xix ha deixat una important galeria iconogràfica i un no menys menyspreable estudi de tipus. La planxadora és un d'ells. Les sèries de l'impressionista francès Edgar Degas i la revisió del tema per figures com Picasso han deixat un singular document de la presència en aquest ofici de la dona parisenca. Un altre tant caldria dir de les planxadores espanyoles en la novel·la realista i en la sarsuela, amb personatges com la Mari Pepa, protagonista de la Revoltosa.
En un vessant potser més naturalista –i ja en un capítol anecdòtic– pot anotar-se que van ser planxadores les mares de músics argentins com Carlos Gardel, Víctor Ocampo o Abel Fleury, del borgiano Rosendo Juárez, com també ho van ser la de l'acadèmic francès Jean Giono o l'actor i intel·lectual suís Karl Meier.